# 에디 머피 (야구인)
존 에드워드 머피(John Edward Murphy, 1891년 10월 2일 ~ 1969년 2월 21일)는 "어니스트 에디"(Honest Eddie)라는 별명으로 알려진 미국의 전 프로 야구 선수로, 포지션은 우익수였다. 메이저 리그 베이스볼(MLB)의 필라델피아 애슬레틱스, 시카고 화이트삭스, 피츠버그 파이리츠 등지에서 뛰었다.
3시즌의 월드 시리즈 출전 경험이 있는데, 그중 두 번이 필라델피아 애슬레틱스 유니폼을 입고 맞이한 1913년 월드 시리즈와 1914년 월드 시리즈였다. 1919년 월드 시리즈에서는 시카고 화이트삭스 소속이었는데, 바로 블랙삭스 스캔들이 일어난 시리즈였다. 또한 1912년 시즌 12경기 연속 안타 메이저 리그 역사상 21세 이하 선수 중 데뷔 후 최다 연속 안타를 친 선수로 이름을 올리고 있다. 이로부터 111년이 지나 조던 워커가 2023년 4월 12일 콜로라도 로키스를 상대로 타이 기록을 세웠다.